# Méry
Méry este o comună în departamentul Savoie din sud-estul Franței. În 2009 avea o populație de 1.320 de locuitori.

## Evoluția populației
| An        | 1975 | 1982 | 1990 | 1999  | 2006  | 2009  |
| --------- | ---- | ---- | ---- | ----- | ----- | ----- |
| Populație | 391  | 591  | 666  | 1.183 | 1.274 | 1.320 |